# Río Nushagak
El río Nushagak (del inglés: 'Nushagak  River'), es un río que discurre por el suroeste de Alaska, en los EE. UU.. Se inicia en el sudoeste de la cordillera de Alaska y fluye durante 450 kilómetros hasta desaguar en la bahía de Nushagak, un entrante de la bahía de Bristol, al este de Dillingham, Alaska.
El río Mulchatna es su afluente más importante, discurriendo en parte por el parque nacional y reserva del lago Clark (la parte del río que está en el parque es un tramo considerado Río salvaje y paisajístico nacional. Otros afluentes navegables son los ríos Nuyakuk y King Salmon. Se utilizan normalmente lanchas rápidas para acceder a estos afluentes y la parte superior del Nushagak. Los ríos Iowithla y Kokwok son otros afluentes más pequeños .
Las localidades de Portage Creek, Ekwok, Koliganek y New Stuyahok están en el río. La ciudad de Dillingham (2.466 hab.) está en la bahía de Nushagak.
El río Nushagak está aguas abajo de la propuesta Pebble Mine, cuyo lago de almacenamiento de escombros se asentaba en la cabecera del río Koktuli, uno de los tributarios del Nushagak. Las aldeas del Nushagak se encuentran entre las principales opositoras de la propuesta.
Las cinco especies del salmón del Pacífico (chinook, coho, sockeye, chum y pink) desovan en el río o en sus afluentes. La pesca comercial, de subsistencia y deportiva son importantes en la zona. La más notable es la carrera anual del salmón chinook, que se produce desde mediados de junio hasta mediados de julio. La trucha arco iris, el lucio europeo, el tímalo, la lota lota y la trucha alpina también están presentes en el Nushagak.